# Nello Beccari
Nello Beccari (Bagno a Ripoli, 11 gennaio 1883 – Firenze, 20 marzo 1957) è stato un biologo italiano.

## Biografia
Nello Beccari, figlio di Odoardo, nacque a Firenze nel 1883. Fu docente di Anatomia comparata presso l'Università di Firenze, direttore di Monitore zoologico italiano e di Archivio italiano di anatomia e embriologia. 
Nel 1928 Beccari nominò Emanuele Padoa assistente incaricato di Anatomia comparata. Beccari si interessò del problema dell’origine delle cellule germinali nei vertebrati. In questo senso, incaricò Padoa, suo assistente di schedare tutti i lavori.
Le sue pubblicazioni sono numerose. Ha trattato della neurologia dei vertebrati nel volume Neurologia comparata anatomo-funzionale dei Vertebrati compreso l'Uomo, pubblicato nel 1943.
Nel manuale Elementi di tecnica microscopica (pubblicato in due edizioni, la seconda riveduta ed ampliata nel 1927) tratta i metodi dell’istologia patologica, nello studio specifico della cellula e della sua suddivisione interna, l’esecuzione dei preparati microscopici e il tessuto osseo. Il manuale è rivolto a studenti, ricercatori e laureati.

## Pubblicazioni
- Elementi di tecnica microscopica – II ediz., Milano, Società editrice Libraria, 1927.